# Боденшац, Карл-Генрих
Карл-Генрих Бо́деншац (нем. Karl-Heinrich Bodenschatz; 10 декабря 1890 или 12 октября 1890, Рехау, Хоф — 25 августа 1979, Эрланген, Бавария) — немецкий офицер, генерал авиации во Вторую мировую войну, адъютант Германа Геринга.

## Биография
Получив аттестат зрелости, Боденшац 27 июля 1910 года поступил на службу фанен-юнкером в 8-й баварский пехотный полк великого герцога баденского Фридриха II, 12 марта 1911 года получил повышение в фенрихи, а 28 октября 1912 года — в лейтенанты. С началом Первой мировой войны полк Боденшаца был переведён на западный фронт, Боденшац командовал взводом и затем ротой. 16 марта 1916 года получил звание обер-лейтенанта, с 15 июля по 20 августа 1916 года обучался на наблюдателя в Шлейсгейме. В октябре 1916 года Боденшац был назначен офицером по особым поручениям (адъютантом) 2-й истребительной эскадрильи под командованием Освальда Бёльке. Его первым поручением на этой должности стала организация перевозки тела Бёльке после его смерти на родину. В феврале 1917 года Боденшац был назначен адъютантом Манфреда фон Рихтгофена в 11-й истребительной эскадрилье, а с июня — в 1-й истребительной эскадры. После смерти Рихтгофена и Вильгельма Рейнхардта командиром авиаэскадры стал Герман Геринг. С этого времени Боденшаца и Геринга связывала прочная дружба.
По окончании войны Боденшац перешёл на службу в рейхсвер на должность командира взвода в 45-м пехотном полку. 28 сентября 1920 года получил звание капитана и был назначен командиром роты 20-го баварского пехотного полка, а с 1 марта 1921 года — 21-го баварского пехотного полка. Занимал эту должность до 30 сентября 1930 года. С 1 октября 1930 года по 31 марта 1933 года Боденшац служил в штабе комендатуры Ингольштадта и 1 апреля 1932 года получил звание майора.
1 апреля 1933 года Боденшац был переведён на службу в Имперское министерство авиации в Берлине, где занял должность личного советника и адъютанта Геринга. В 1934 году стал заседателем Народной судебной палаты. В августе 1935 года Боденшац был назначен адъютантом Гитлера по люфтваффе и занимал эту должность около года.
С июня 1936 года Боденшац возглавил новообразованный штаб премьер-министра Пруссии Геринга. 1 февраля 1938 года получил звание генерал-майора. С апреля 1938 года и до конца войны Боденшац являлся главой ведомства министра в Имперском министерстве авиации и одновременно связным офицером Геринга и Гитлера. 1 июля 1941 года Боденшац получил звание генерала авиации.
Во второй половине войны Боденшац служил исключительно в Главной ставке Гитлера. Во время покушения на Гитлера получил тяжёлое ранение и был комиссован.
В 1945—1947 годах Боденшац находился в плену у американцев. До августа 1945 года содержался в лагере № 32 для высокопоставленных военачальников и членов НСДАП в люксембургском Мондорфе. Выступил свидетелем защиты на Нюрнбергском процессе. В конце 1948 года был признан невиновным эрлангенским судом, поскольку своей карьерой в Третьем рейхе он был обязан связям, сложившимся в Первую мировую, и вступил в НСДАП лишь 1 марта 1941 года.

## Награды
- Железный крест (1914) 2-го и 1-го класса (Королевство Пруссия)
- Орден «За военные заслуги» 4-го класса с мечами (Королевство Бавария)
- Орден Церингенского льва рыцарский крест 2-го класса (Великое герцогство Баден)
- Нагрудный знак «За ранение» (1918) в серебре
- Нагрудный почётный лётный знак (Королевство Пруссия)
- Железный полумесяц (Османская империя)
- Медаль «За выслугу лет в вермахте» с 4-го по 1-й класс
- Золотой партийный знак НСДАП (10 декабря 1940)
- Крест «За военные заслуги» 2-го и 1-го класса с мечами
- Немецкий крест в серебре (30 мая 1942)
- Нагрудный знак «За ранение 20 июля 1944 г.»
- Орден Креста Свободы 1-го класса с дубовыми листьями и мечами